# Giao điểm

Điểm màu đỏ là giao điểm của hai đường thẳng.

Trong hình học, một giao điểm là một điểm cùng thuộc về hai, hoặc nhiều hơn, đoạn thẳng, tia, hoặc đường thẳng, đường cong, mặt phẳng, hoặc các bề mặt hoặc các hình khối khác nhau. Giao điểm là điểm giao nhau của hai đường thẳng
Giống như là hai đường thẳng cắt nhau tại O.
O: Giao điểm.
Tương tự, giao tuyến là đường thẳng hoặc đường cong cùng thuộc về hai, hoặc nhiều hơn, đường thẳng, đường cong, hoặc mặt phẳng, bề mặt hoặc các hình khối khác nhau.
Trong hình học Ơclít, hai đường thẳng khác nhau, có một giao điểm, hoặc không có giao điểm nào nếu chúng song song với nhau.
Việc xác định giao điểm trong hình học phẳng là một bài toán đại số tuyến tính, tìm nghiệm cho hệ phương trình tuyến tính. Trong hình học phức tạp hơn, việc xác định giao điểm, hoặc giao tuyến tương ứng với tìm nghiệm của hệ phương trình phi tuyến, có thể được thực hiện bằng phương pháp số, ví dụ dùng vòng lặp Newton. Ví dụ, việc tìm các giao điểm giữa một đường thẳng với một đường conic (đường tròn, elíp, parabôn,...), hoặc với một mặt bậc hai (mặt cầu, mặt trụ, hypeboloit,...) dẫn đến việc giải quyết hệ phương trình bậc hai.(tính chất của giao điểm